# 3389 Сінзо
3389 Сінзо (3389 Sinzot) — астероїд головного поясу, відкритий 25 лютого 1984 року.
Тіссеранів параметр щодо Юпітера — 3,312.